# اچ‌ام‌اس الک (۱۸۰۴)
اچ‌ام‌اس الک (۱۸۰۴) (به انگلیسی: HMS Elk (1804)) یک کشتی بود که طول آن ۱۰۰ فوت ۱ اینچ (۳۰٫۵ متر) بود. این کشتی در سال ۱۸۰۴ ساخته شد.